# Umm at-Tut (Palestyna)
Umm at-Tut (arab. ام التوت) – wioska w Autonomii Palestyńskiej (Zachodni Brzeg).